# Bismarckstraße 67 (Heilbronn)

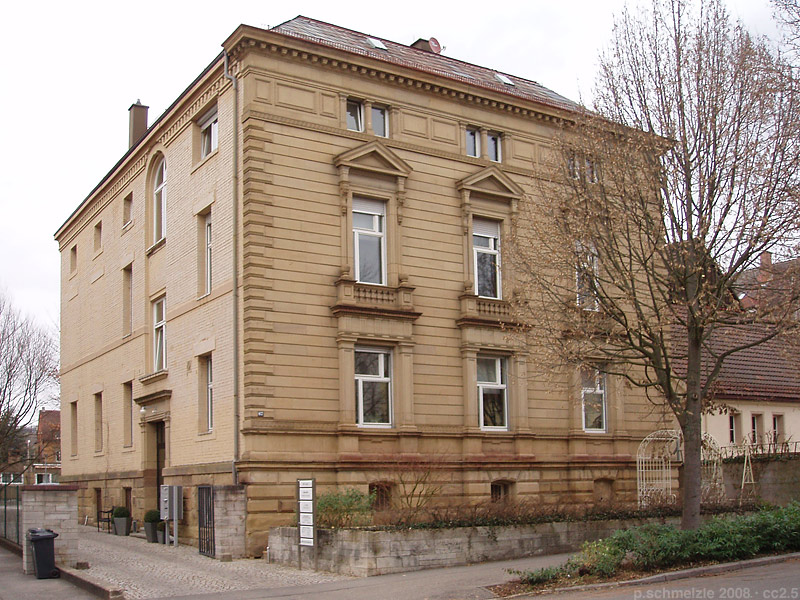
Haus Bismarckstraße 67

Das Haus Bismarckstraße 67 in Heilbronn ist ein ehemaliges Offizierskasino und heute ein unter Denkmalschutz stehendes Kulturdenkmal. Die zugehörige Heilbronner Garnison war in der 1880 erbauten, nahegelegenen Moltkekaserne stationiert.

## Beschreibung
Der Ziegelbau mit Werkstein-Fassade wurde 1897/98 nach Plänen des Heilbronner Werkmeisters Martin Keppeler erbaut. Julius Fekete beschreibt ihn als Gebäude des späten Historismus in einer an den Klassizismus bzw. die frühe Renaissance anknüpfenden Variante.
Im Erdgeschoss des zweieinhalbgeschossigen Baus befanden sich das Buffet, Garderoben und zwei Wohnungen für Offiziere. Im Obergeschoss befanden sich ein Saal, der Salon und ein Versammlungszimmer. Im Mezzaningeschoss war der Musiksalon zu finden. Zudem befanden sich dort auch die Burschenkammer und die Wohnung der Köchin.
Das Gebäude diente nach dem Zweiten Weltkrieg unter anderem als Produktionsstätte für Elektroakustik von Eugen Beyer und Ulrich Tuchel.